# Ceramica di Delft

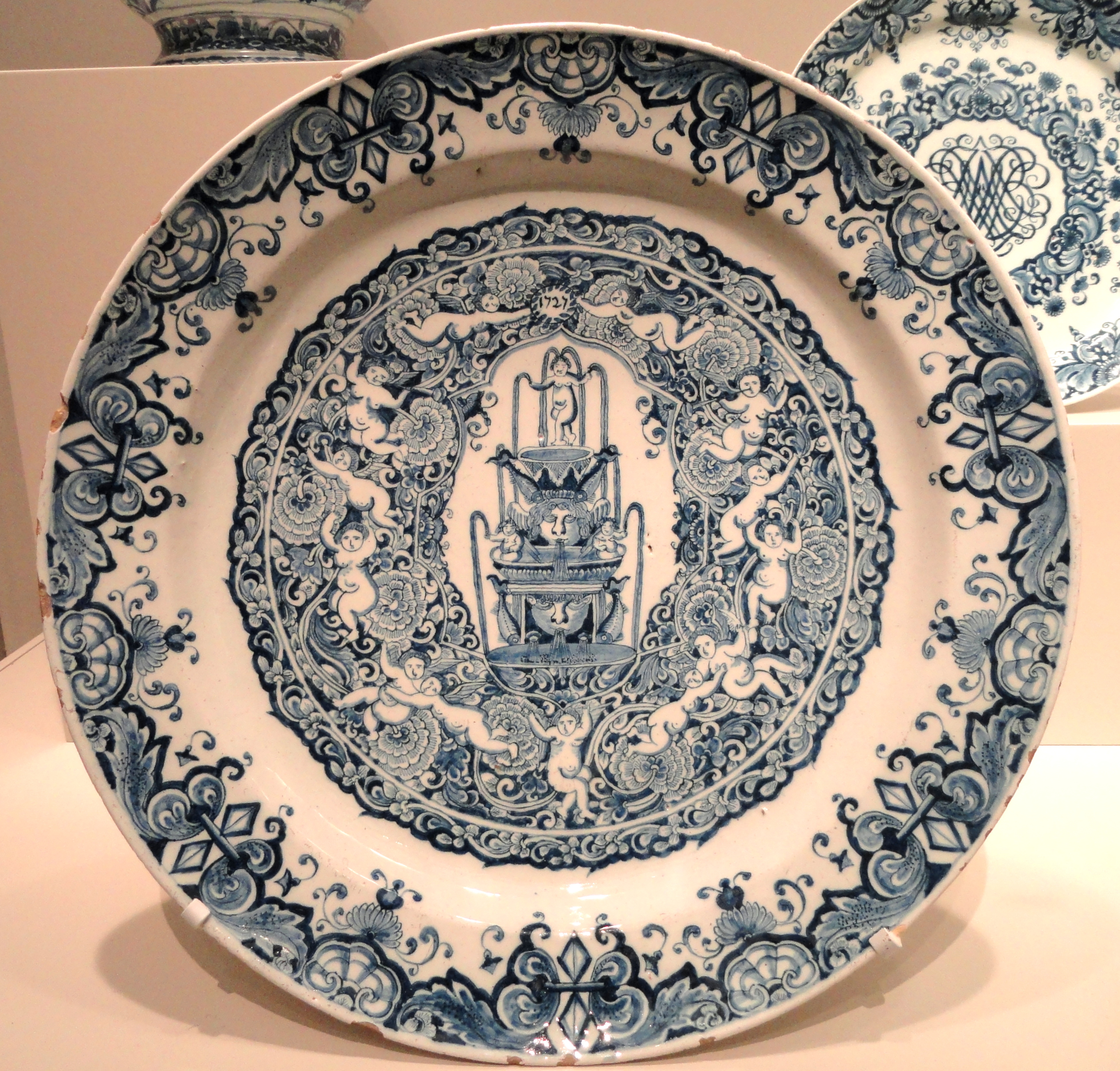
Piatto in ceramica di Delft (1727)

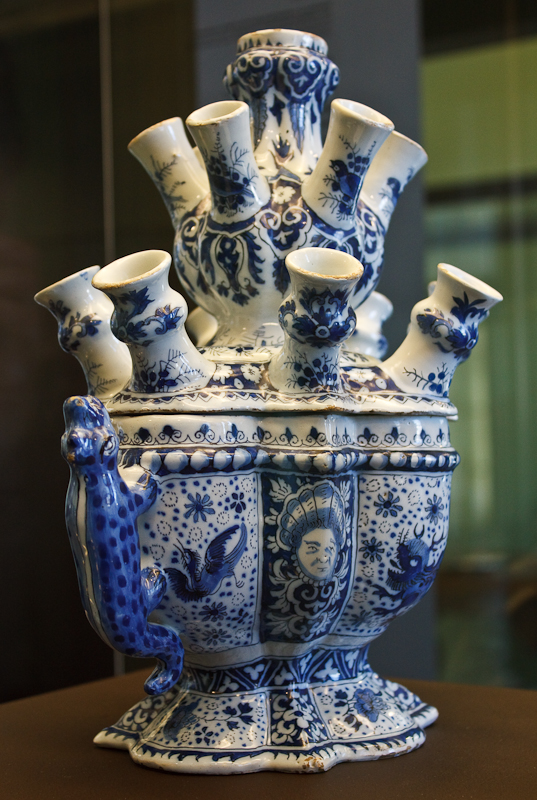
Vaso per tulipani in ceramica di Delft

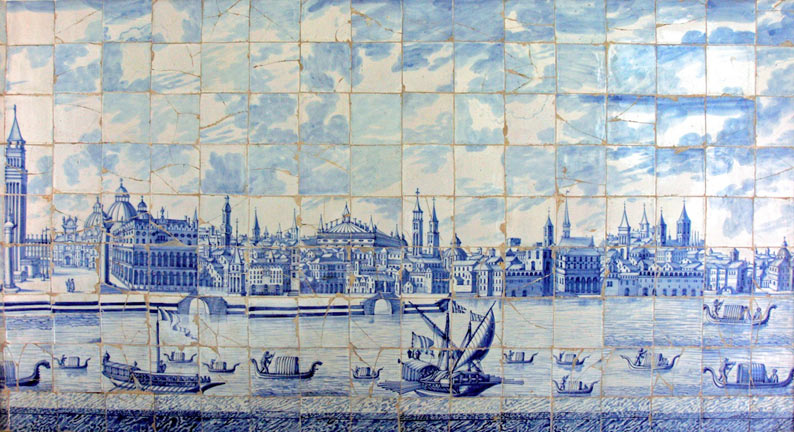
Quadro in ceramica di Delft (attribuito a Cornelis Boumeester

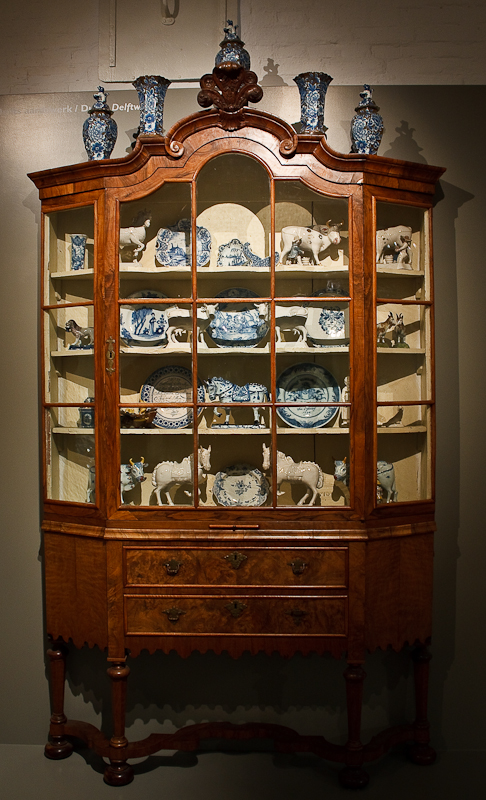
Vetrina con ceramiche di Delft

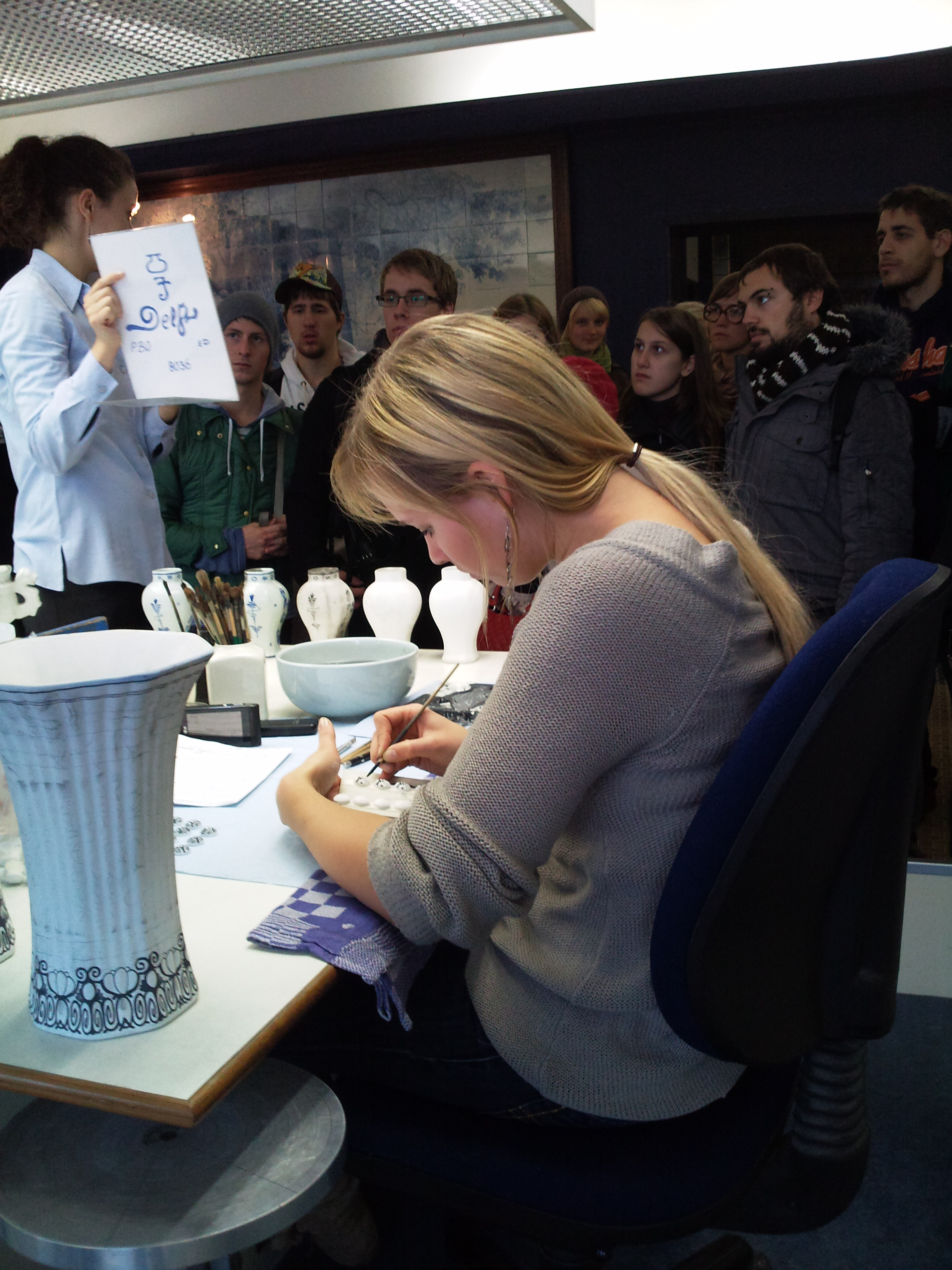
Una fase della lavorazione illustrata ai visitatori presso De Porceleyne Fles, la più antica fabbrica tuttora esistente

La ceramica di Delft o maiolica di Delft è un celebre prodotto artigianale dei Paesi Bassi, in particolare della città di Delft. Il termine ceramica di Delft è passato ad indicare tutta la produzione ceramistica olandese. Questa ceramica è stata esportata in tutto il mondo e le sue origini risalgono alla fine del XVI. Il prodotto, uno dei principali del genere in Europa tra il 1600 e il 1800, si caratterizza solitamente per le decorazioni di colore blu ed è per questo conosciuto anche come "blu di Delft" (in olandese: Delfts blauw).
Tra i principali ceramisti olandesi, in particolare dello stile Art Nouveau, vi fu TAC Colenbrander (1841-1930).
Oggi, delle fabbriche originarie ne sopravvive a Delft soltanto una, De Porceleyne Fles.

## Storia
La produzione ceramistica fu introdotta nei Paesi Bassi nel XVI secolo su influsso della popolarità della maiolica italiana e spagnola.. In particolare, artigiani emigrati dall'Italia si stabilirono ad Anversa verso 1500, e poi a Delft e Haarlem dopo la Furia spagnola del 1576.
I primi motivi ornamentali erano rappresentati da soggetti tipicamente olandesi, come fiori e animali.
All'inizio del XVII secolo, furono aperte fabbriche di ceramica in varie città olandesi, segnatamente a Bolsward, Gouda, Harlingen, Hoorn, Utrecht e Makkum, anche se la produzione si concentrò soprattutto a Delft.
Tale produzione subì tuttavia la concorrenza della più raffinata porcellana cinese.
In seguito, però, i ceramisti olandesi - approfittando anche della crisi del mercato cinese, a causa di problemi interni in quel paese - iniziarono, a partire dalla metà del XVII secolo, ad adottare il modello cinese, disegnando piatti e vasi eleganti, su cui raffigurarono paesaggi olandesi.
Così, nel 1652, esistevano 32 fabbriche di ceramica a Delft, tra cui De Porceleyne Fles, che sopravvive tuttora.
Tale produzione raggiunse il suo periodo di massimo splendore tra il 1660 e il 1725.
In seguito, la produzione ceramistica olandese tornò in auge quando si diffusero gli stili Art Déco ed Art Nouveau. Uno dei principali esponenti del periodo fu, come detto, TAC Colebrander.

## Caratteristiche
Ogni articolo prodotto in ceramica di Delft reca il marchio di fabbrica, le iniziali del decoratore, l'anno (indicato in lettere) e il numero di serie.
|  |